# San Daniele del Friuli
San Daniele del Friuli (friuli nyelven San Denêl) város (comune) Északkelet-Olaszországban, a Friuli-Venezia Giulia régióban, Udine megyében, a Tagliamento folyó bal (keleti) partján. Lakóinak száma kb. 8160 fő (2013), elnevezésük olaszul: sandanielesi.
A város fő nevezetessége az itt készített, kiváló minőségű San Daniele-i nyers, szárított sonka (prosciutto crudo di San Daniele), amely védett eredetnév. A kézműves módszerrel készített világhírű termék ismertsége a spanyol Serrano sonkáéval vetekszik.

## Fekvése
San Daniele del Friuli a Tagliamento és a Torre folyók közötti területen fekszik, a Karni-Alpok déli, és a Júliai-Alpok nyugati előterében, a síkság közepéből kiemelkedő magányos domb, a Colle Massimo tetején, 252 méter tszf. magasságban. Fekvése révén uralja a környező síkságot. A várost számos műemlék, értékes műalkotás díszíti. A várost környezetének fizikai jellemzői egészen egyediek, ennek köszönhető az itt helyben gyártott élelmiszerek kiemelkedő és semmivel össze nem téveszthető zamata. A közeli Tagliamento folyó kristálytiszta vizében élő pisztrángfajtát Regina di San Danielé-nek nevezik. Az Adriai-tenger felől fújó szél sós párát hoz, amely keveredik a Júliai-Alpok felől érkező tiszta, száraz és hűvös levegővel, ez a speciális légkör hozza létre a San Danielé-i szárított nyers sonka különleges ízvilágát. A kézműves technikával készülő helyi termék világhírt hozott a városnak.
San Daniele a megyeszékhelytől, Udine városától 25 km-re északnyugatra fekszik. A környező nagyobb városokhoz képesti helyzete: Tolmezzótól 38, Pontebbától 67 km-re délre, Pordenone várostól 40 km-re északkeletre helyezkedik el. Velencétől 140 km-re van, északkeleti irányban.
A várossal szomszédos települések: Udine megyében Dignano (10 km-re délre, a Tagliamento bal partján), Forgaria nel Friuli (15 km-re északnyugatra, a Tagliamento túlsó, jobb partján), Majano (6 km-re kelet-északkeletre), Osoppo (15 km-re északra, a Tagliamento bal partján), Ragogna (5 km-re nyugatra, a folyó innenső, bal partján) és Rive d’Arcano (5 km-re délre). Pordenone megyében Pinzano al Tagliamento (10 km-re nyugatra, a folyó túlsó, jobb partján) és Spilimbergo (18 km-re dél-délnyugatra, a Tagliamento túlső, jobb partján).

## A várost alkotó résztelepülések
- „Borgó”-k, olaszul: borghi (eredetileg várak, őrtornyok köré települt, fallal körített kisvárosok, nagy területen szétszórva, északról dél felé): Borgo Soprapaludo, Borgo Chiamanis, Borgo Sopracastello, Borgo Zulins, Borgo Sottoagaro, Borgo Centro, Borgo Picaron, Borgo Ripudio, Borgo Pozzo, Borgo Sacco, Borgo San Luca és Borgo Nuovo.
- „Frakciók”, olaszul: frazioni: Cimano, Villanova.
- „Helységek” olaszul: località: Aonedis, Soprapaludo.

## Közlekedése
San Daniele alapvetően az SS463 sz. országos főúton, vagy SP5, SP66 és SP116 sz. megyei utakon közelíthető meg.
Cimano „frakció” a Gemona–Pinzano regionális vasútvonalon fekszik, vasútállomása is van, de használaton kívül helyezték.
1889–1955 között San Danielét helyi érdekű villamos vasútvonal kötötte össze Udinével (Tranvia Udine–San Daniele). Tervbe vették a vonal meghosszabbítását Pinzanóig, de a munkákat félbeszakították, a részlegesen kiépített vonalat teljesen használaton kívül helyezték.

## Történelme
1348-ban földrengés rázta meg a várost, súlyos károkat okozva.
1797-ben a város (Friuli tartománnyal együtt) a Campo Formió-i békeszerződés értelmében a Habsburg Birodalomhoz került. Az ötödik koalíciós háború során, 1809. május 11-én a János főherceg által vezetett osztrák birodalmi hadsereg San Daniele mellett megütközött Eugène de Beauharnais marsall nyugatról előnyomuló francia csapataival. Az osztrákok vereséget szenvedtek. Ezt további vereségek követték (Gemonánál, Venzonénál), emiatt a Habsburg haderő Friuli és Tirol feladására kényszerült. Az 1815-ös bécsi kongresszus Friulit ismét Ausztriának ítélte. A tartomány nagy része (a Kanal-völgy kivételével) 1866-ban, a porosz–osztrák–olasz háború nyomán, a maradék 1918-ban, az első világháború után került az Olasz Királysághoz.
A második világháborúban súlyos bombatámadásokat szenvedett, a környéken található ipari és közlekedési létesítmények miatt. Mussolini leváltása után a Salói Köztársaság toborzóközpontot működtetett itt, a környék a német csapatok fontos utánpótlási útvonalán feküdt. 1976. június 6-án nagy erejű, 6,4–es fokozatú földrengés rázta meg Észak-Friulit, amely San Danielében és a környező városokban is súlyos rombolást végzett (csaknem 1000 ember veszítette életét). Az elpusztult műemlékeket nemzetközi segítséggel sikerült helyreállítani.

## Nyelvek, nyelvjárások
San Daniele del Friuli lakossága az olasz államnyelv mellett elterjedten használja a friuli nyelv közép-keleti nyelvjárását (friulano centro-orientale). A község területén érvényes a 2007. december 18-án elfogadott, 29. sz. regionális törvény „A friuli nyelv tanításának, érvényesítésének és előmozdításának normarendszeréről.” Friuli-Venezia Giulia régió kormányzata ebben rögzítette a „standard” és a helyi friuli nyelvjárást ténylegesen használó települések, közösségek hivatalos elnevezéseit mindkét nyelvjárásban.
A friuli nyelvet beszélő lakosság úgy tekint a városra, mint nyelvük „székvárosára”. Úgy tartják, a városban a „tökéletes” friuli nyelvet beszélik, San Daniele városát büszkén Friuli tartomány Siena-jának „(la Siena del Friuli”) nevezik.

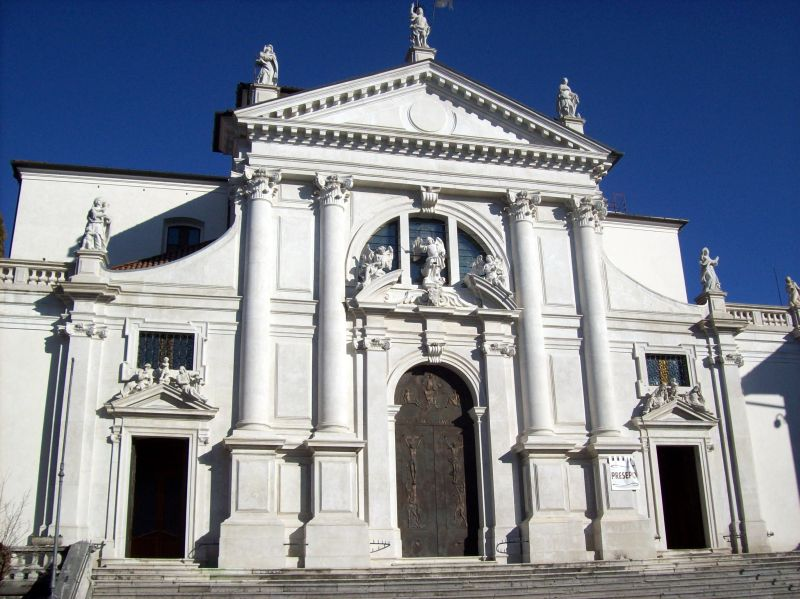
A Szent Mihály-dóm

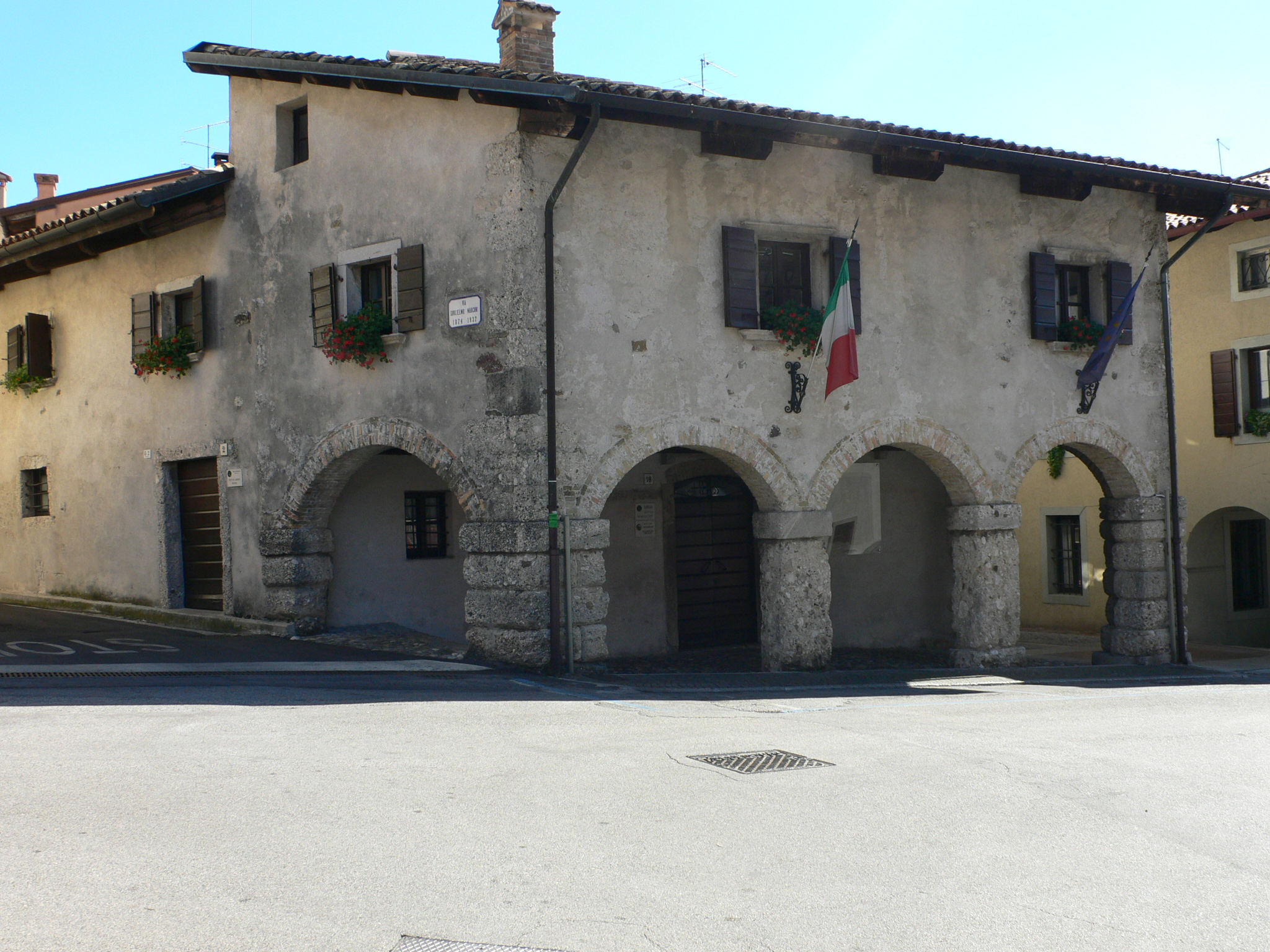
A „Trecento-ház”

## Műemlékek, látnivalók
- Guarnerio-könyvtár (Biblioteca Guarneriana): Itália egyik legrégebben fennálló nyilvános közkönyvtára, amelynek alapját Guarnerio d’Artegna (1410 k. – 1466) humanista tudós, diplomata magánkönyvtára képezte. Guarnerio San Danielében hunyt el, könyvtárát végrendeletileg a város tanácsára és polgáraira hagyományozta. Az eredeti gyűjtemény, amelyet a Szent Mihály-templom őriz, 173 kéziratos, illusztrált kódexből áll, köztük Dante Pokol c. művének egy igen ritka, 14. századi kiadása, a Bibbia Levantina egy példánya, amelynek miniatúrái nyugati és levantei (keleti) stílusjegy sajátos keverékét mutatják. A könyvtár régi anyagához tartoznak azok a 16. századi nyomtatott művek, amelyet Giusto Fontanini érsek hagyott városára.[6]
- A Szent Mihály arkangyalnak szentelt dóm (Duomo di San Michele Arcangelo).
- Helytörténeti múzeum (Museo del territorio), a régi ispotály kerengőjében (Via Umberto I).
- A Trecento-ház (Casa del Trecento): 14. századi műemlék ház (Via Roma), amely túlélte a második világháborús bombázásokat, de az 1976-os földrengésben elpusztult. Teljesen helyreállították, ma az olasz hegyivadászok egyesületének (Associazione Nazionale Alpini) ad otthont.
- Remete Szent Antal-templom (Chiesa di Sant’Antonio Abate): 1308-ban felszentelt középkori templom. Csodálatos falfestményeit 1497–1522 között Pellegrino da San Daniele (1467–1547) a város szülötte. A freskókról a templomot „Friuli Sixtus-kápolnájának” is nevezik.
- A Gemonai-kapu (Porta Gemona), amelyet Andrea Palladio tervezett 1579-ben a középkori várkastélyhoz.

## Képgaléria

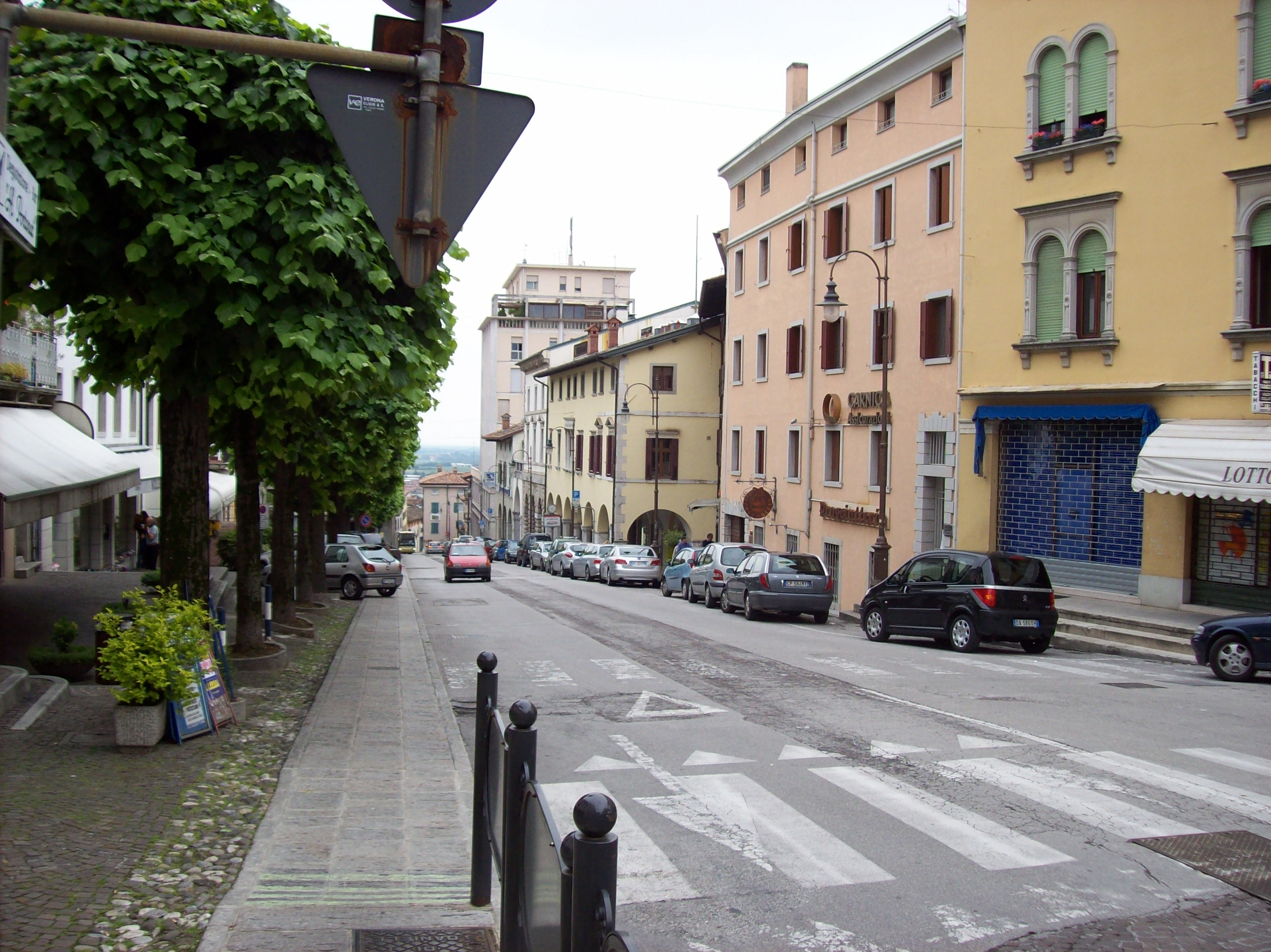
A régi ispotály (Via Umberto I)
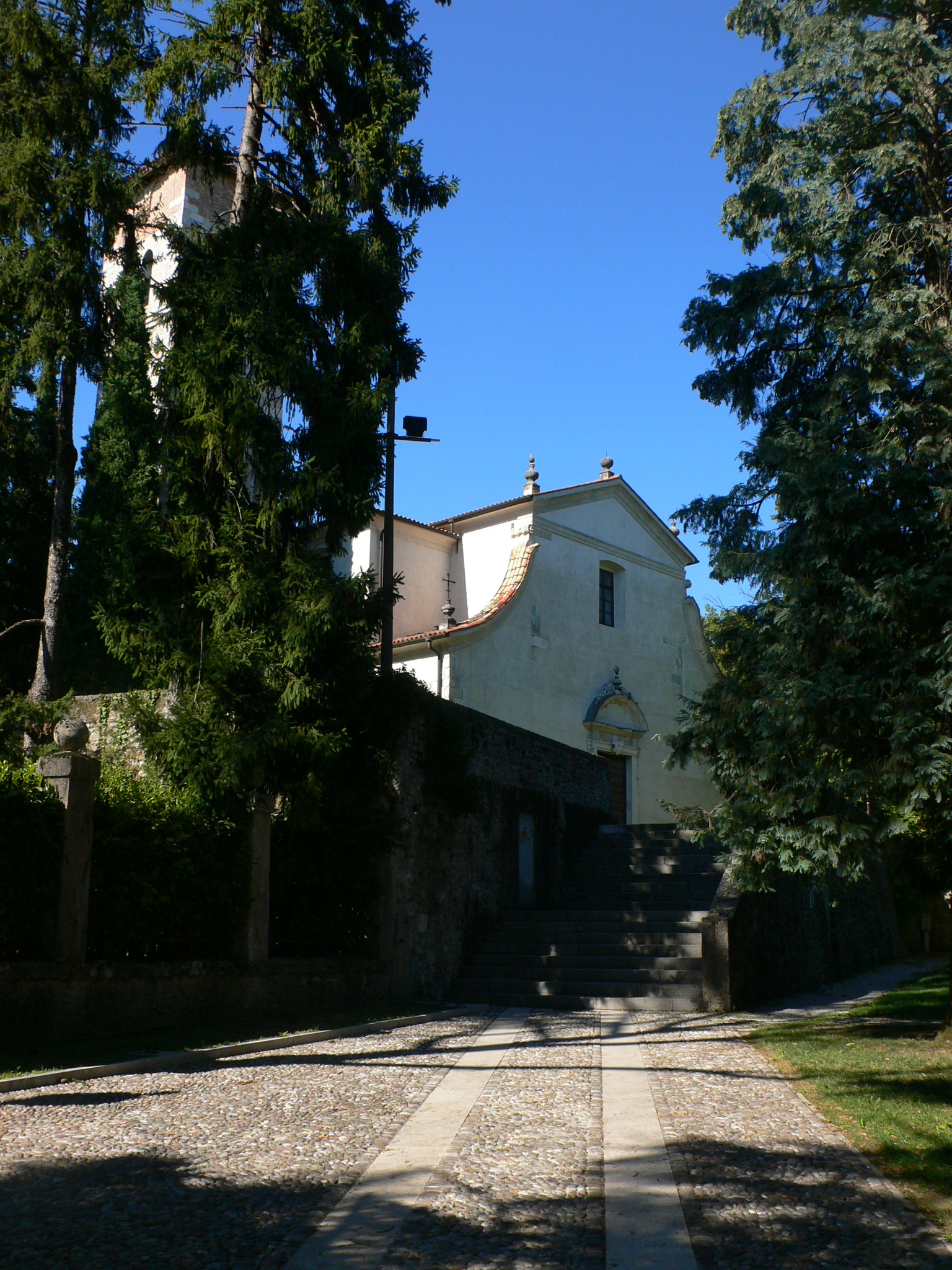
Szent Dániel-templom, a várban
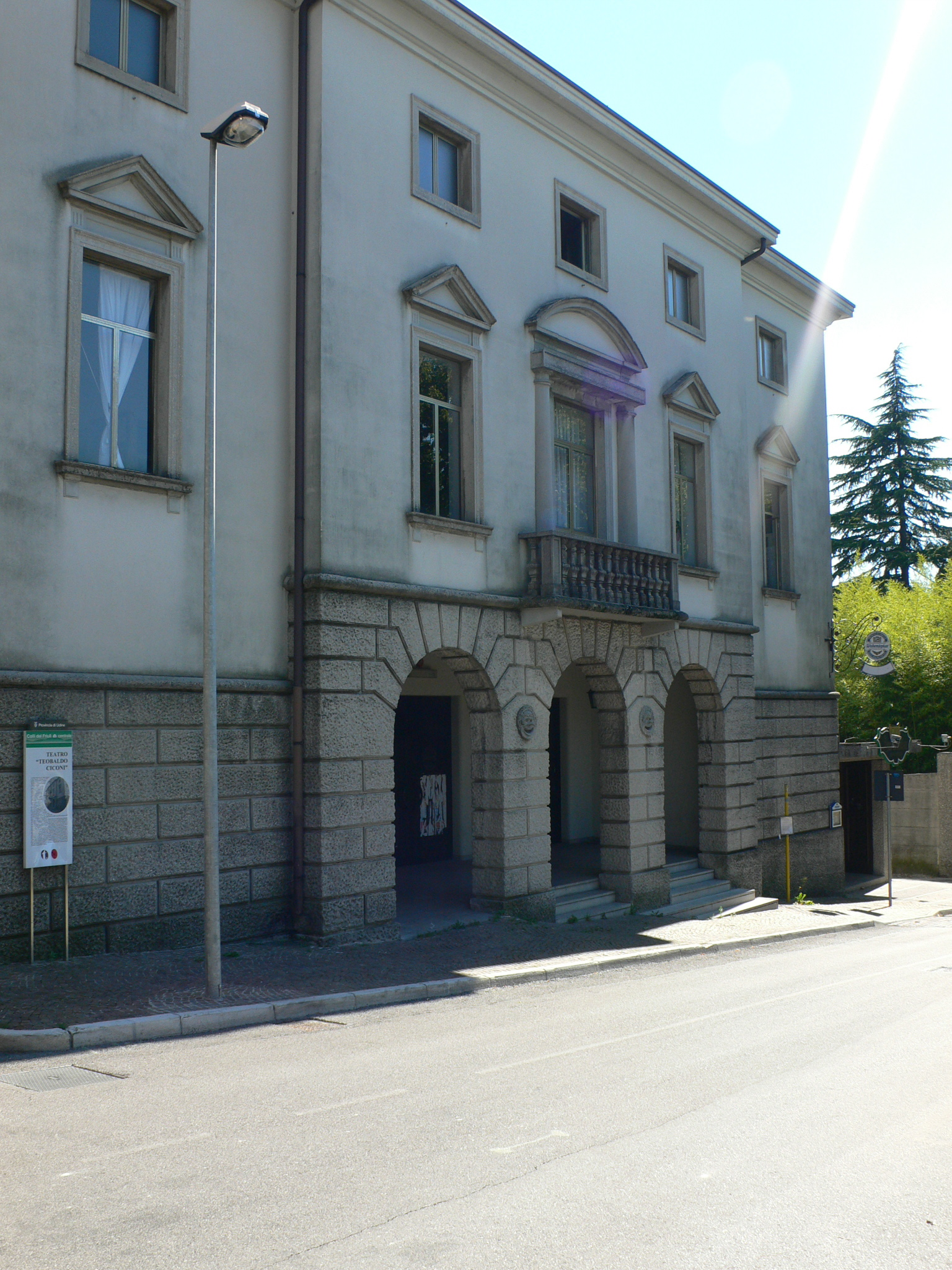
A Teobaldo Ciconi Színház
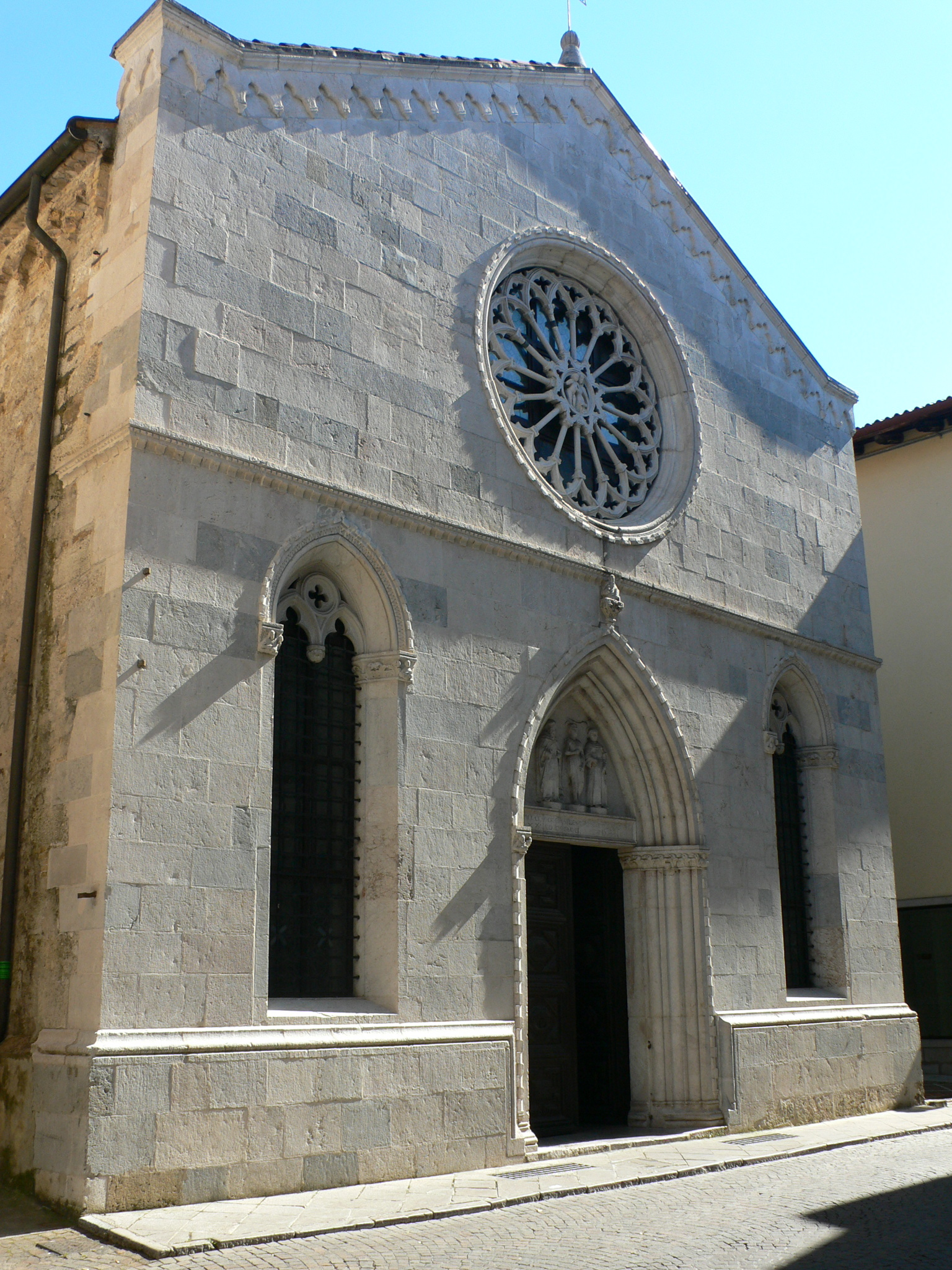
Remete Szent Antal-templom
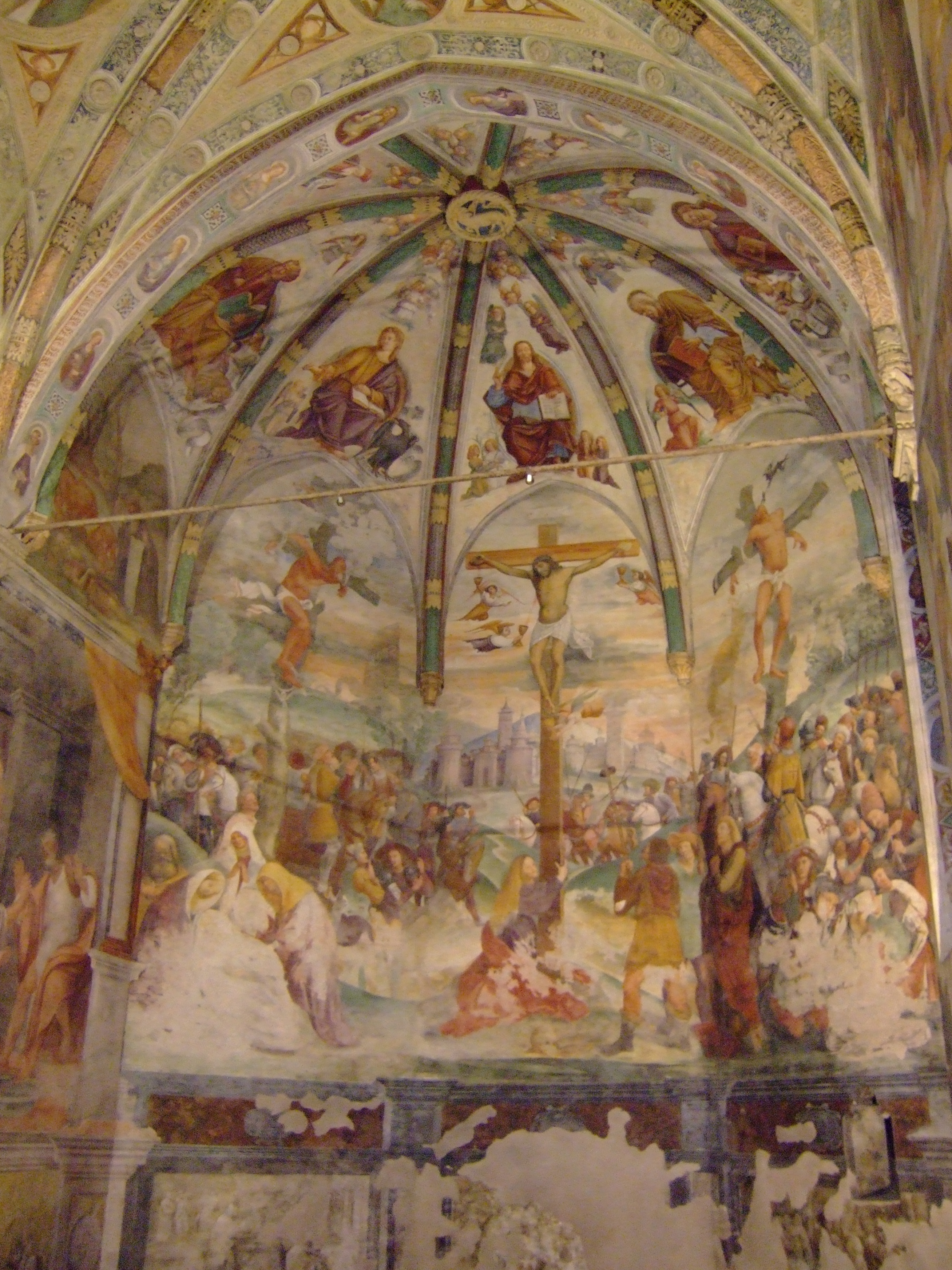
Pellegrino da San Daniele freskói a Remete Szent Antal-templomban
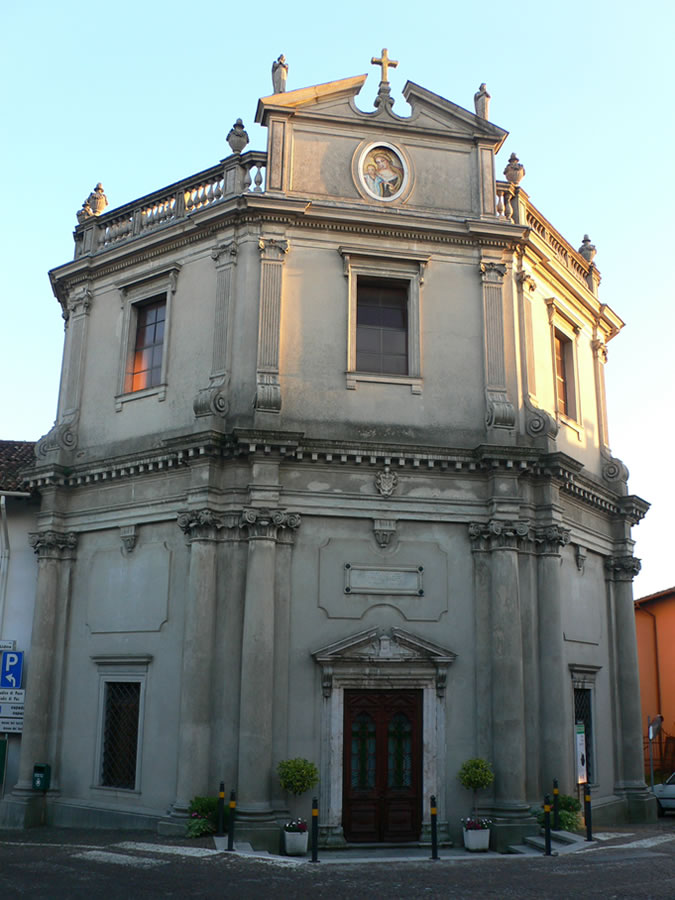
A Madonna di Strada-templom szentélye
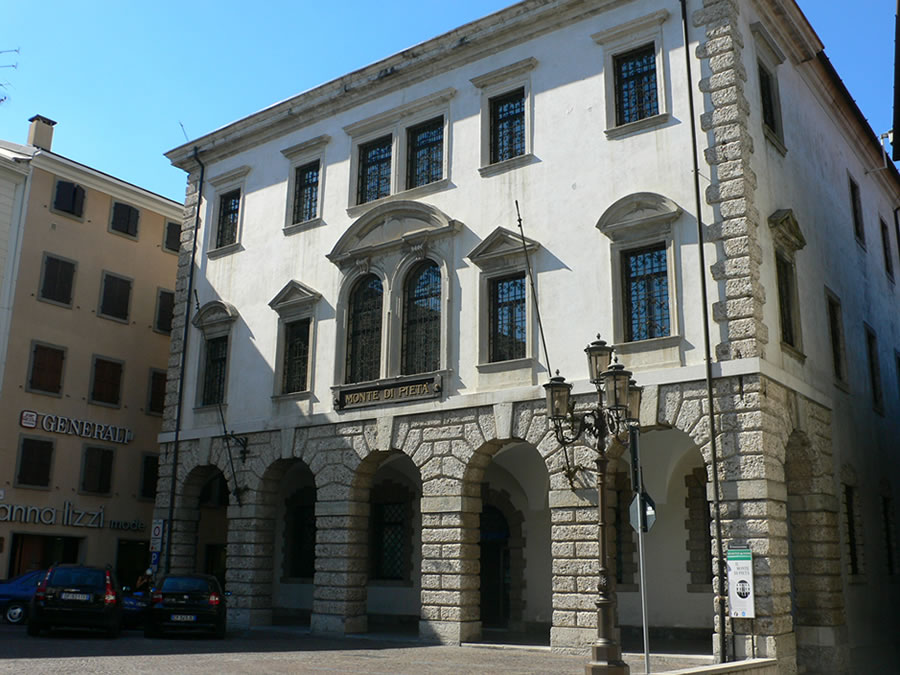
Monte Pietà-palota
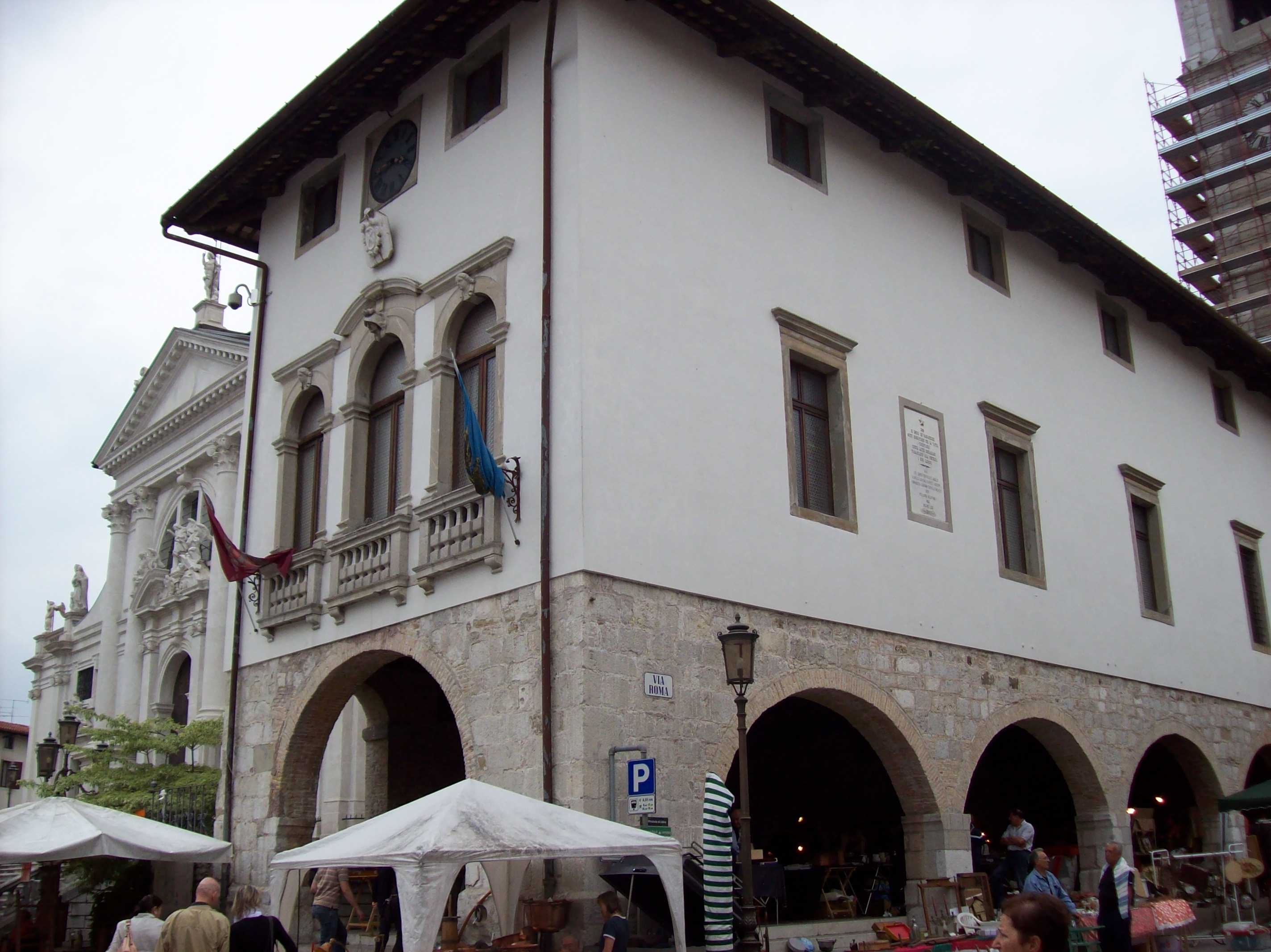
A régi Elöljáróság (Palazzo Comunale)
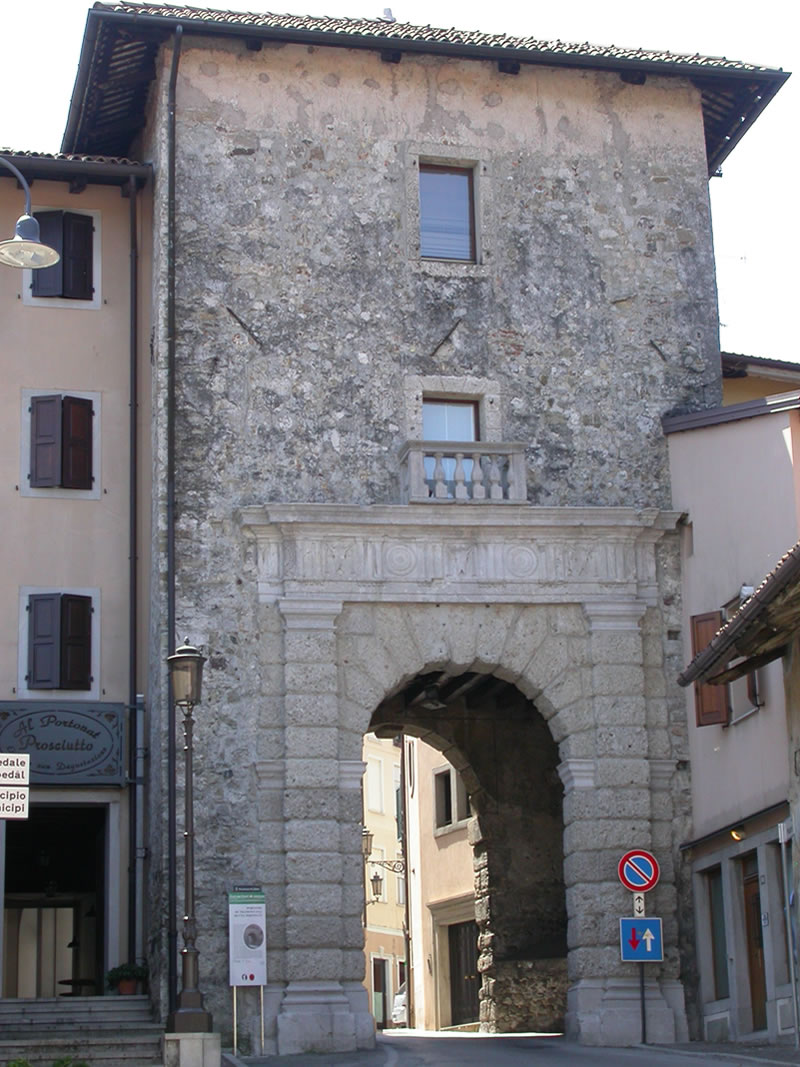
Gemonai-kapu („Portonàt”)
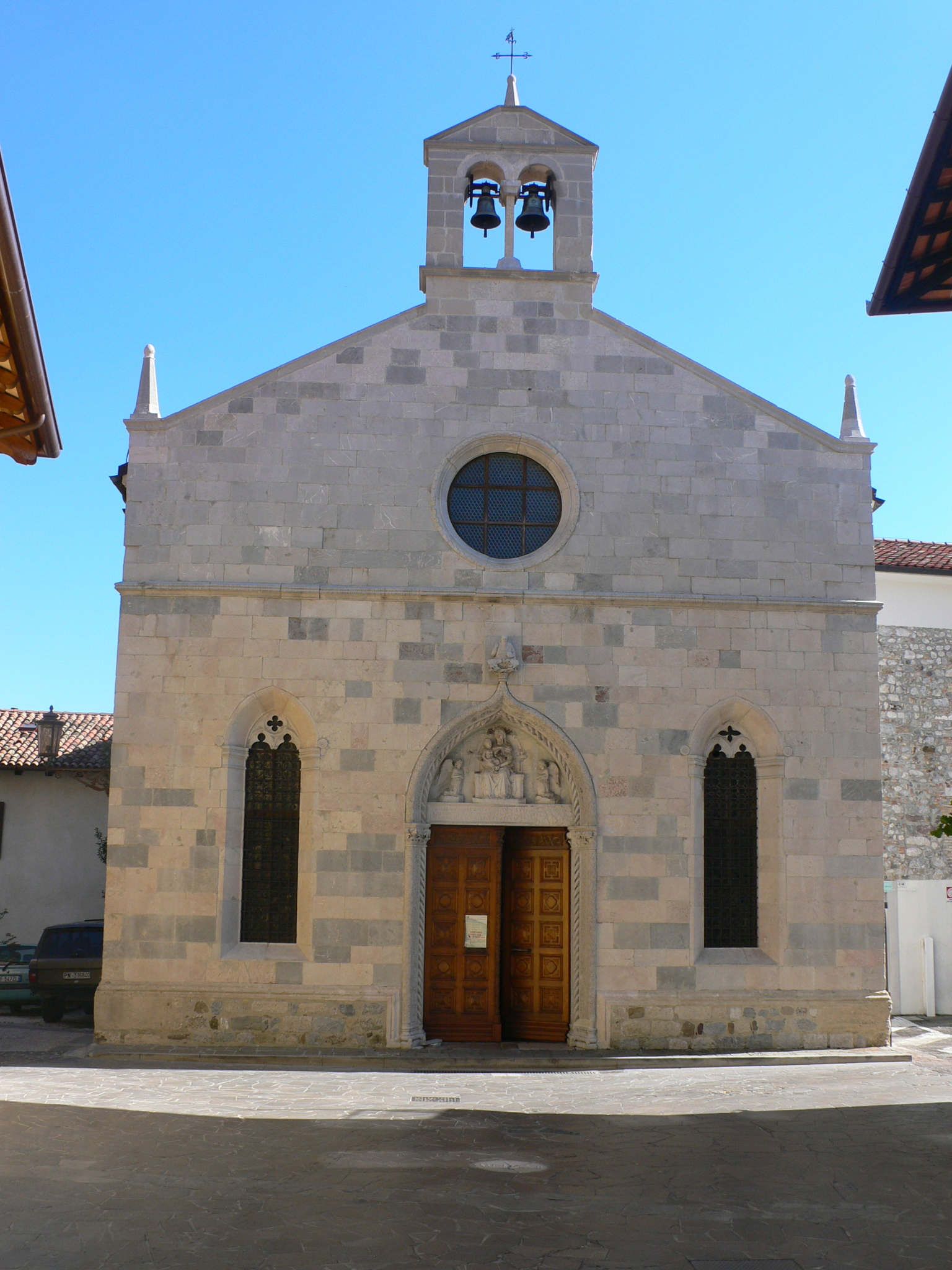
A Bozót-templom (Chiesa della Fratta)

## Társadalmi intézmények, kapcsolatok
Az 1976-os friuli földrengés  a városban és környékén nagy pusztítást végzett. A mentés és helyreállítás erőfeszítéseiből San Daniele népe is kivette részét. Az újjászületett város lakossága megkapta az Olasz Köztársaság Polgári Helytállás rendjének aranyérmét (medaglia d’oro al merito civile).
A város tagja a Cittaslow (Città Slow) elnevezésű szövetségnek, melyet olyan városi elöljáróságok hoztak létre, amelyek az emberbarát városi életminőségre törekednek.
San Daniele del Friuli testvérvárosai: Altkirch (Elzász, Franciaország, 1985 óta), Millstatt am See (Karintia, Ausztria, 1994 óta), Hersbruck (Frankföld, Bajorország, 2008 óta).
A lakosság legnagyobb része, Itália más vidékeihez hasonlóan a római katolikus egyházhoz tartozik, ők a Szent Mihály plébániatemplom (San Michele Arcangelo) gyülekezetét alkotják. A plébánia az Udinei Főegyházmegyén belül, a San Daniele di Fiuli-i székhelyű helyettes megyés püspökséghez (forania) tartozik, amely 20 plébániát foglal magába.
A város védőszentjei Szent Mihály arkangyal és Dániel próféta (utóbbi a város névadója is). Ünnepnapjukat augusztus 28-án tartják.

## Kulturális események

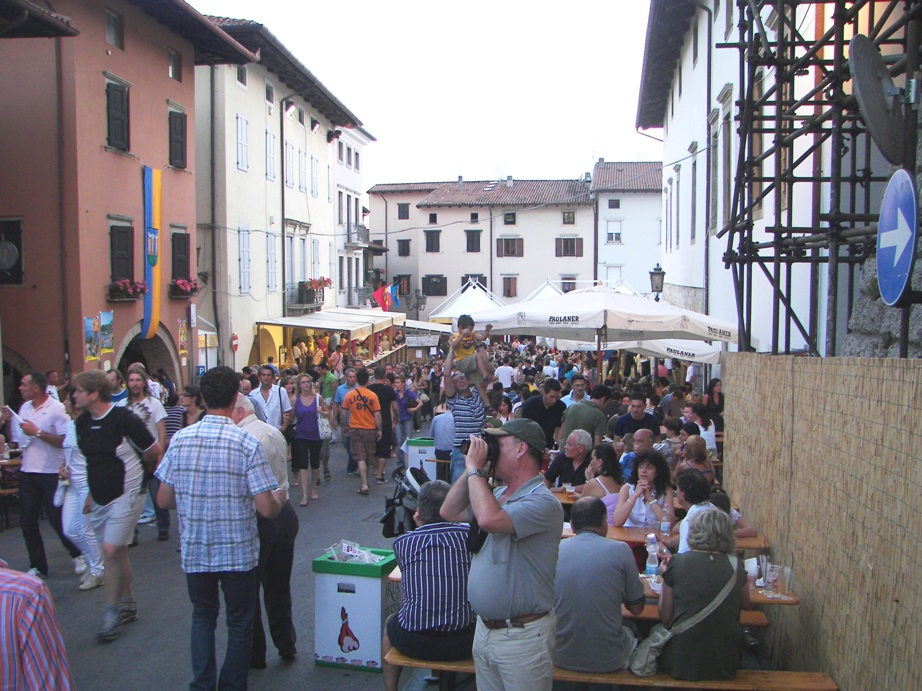
Aria di Festa

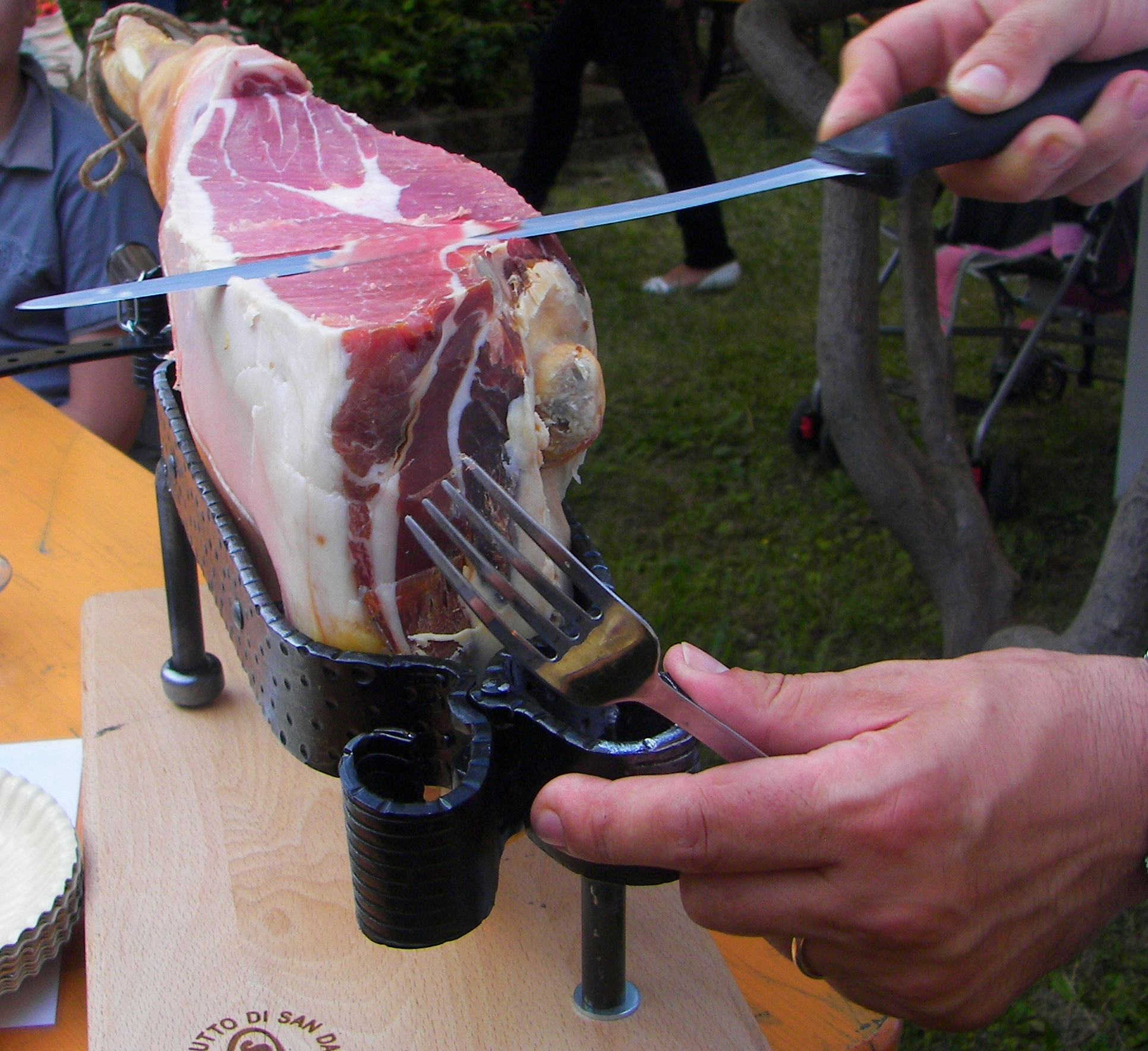
A San Daniele-i sonka

- Pignarul: nagy szabad téri máglyatűzgyújtás, vízkereszt estéjén
- Kerékpáros felvonulás minden év június 2-án, a városon keresztül.
- Aria di Festa: 1985-ben a San Daniele-i sonka ünnepeként indult, azóta átalakult nemzetközi kulturális, gasztronómiai és turisztikai fesztivállá. A négynapos eseményt 2005 óta június utolsó hétvégéjén rendezik meg, mindig péntektől hétfőig.
- Szent Dániel-ünnep (Festa di San Daniele): a város védőszentjének ünnepe augusztus utolsó hétvégéjén.
- Giochi di Madonna di Strada: játékos hagyományőrző verseny, alapvetően San Daniele lakói számára. A várost alkotó borgók lakói versenyt és színes felvonulást tartanak, régi hagyományok és szokások alapján. Időpontja szeptember második vasárnapja (rossz időjárás esetén egy héttel később). A programot tűzijáték zárja.
- „Friuli ősz San Danielében” (Autunno Friulano a San Daniele): a helyi vendéglátóipari szövetség rendezvénye 2011 óta, november utolsó hétvégéjén. Az akcióban részt vevő vendéglőkben jellegzetes helyi ételeket kínálnak.

## A város híres szülöttei
- Martino di Udine, más néven Pellegrino di San Daniele (1467–1547) reneszánsz festő
- Renato Biasutti (1878–1965) földrajztudós, etnológus, antropológus
- Teobaldo Ciconi (1824–1863) újságíró, költő, drámaíró, San Daniele színházának névadója
- Lodovica Comello (* 1990) énekesnő, színésznő, balett-táncosnő
- Daniele Farlati (1690–1773) jezsuita szerzetes, egyháztörténész
- Dario Floreano (* 1964) pszichofizikus, a mesterséges intelligencia kutatója
- Giusto Fontanini (1666–1736) püspök, kuriális bíboros